# Ver sacrum (Antigüedad)
El ver sacrum (en español, primavera sagrada) era una tradición de la Antigüedad que prescribía la partida de un contingente de jóvenes, a menudo nacidos el mismo año, que abandonaban su tribu para conquistar otras tierras donde establecerse y así fundar una nueva tribu. 

## Historia
Esta práctica parece haber existido entre los pueblos itálicos, especialmente los pertenecientes al grupo de los sabelios. Según la tradición, los jóvenes eran guiados por el dios Marte.  
A lo largo de la historia esta expresión ha sido utilizada para describir ciertos peregrinajes iniciáticos, sobre todo los que tienen que ver con la vuelta a la naturaleza.
En el mundo romano, el ver sacrum se trataba de un voto que se prestaba usualmente a Júpiter en caso de calamidades y, tal vez, también en el de excesos de población.  Conllevaba un sacrificio ritual de los animales nacidos en esa primavera, sacrificio, por otra parte, que era más aparente que real. Los hombres nacidos en ese tiempo, al alcanzar los veinte años de edad, eran cubiertos con un velo y enviados a otros lugares, donde ellos desearan.